# Bellusi Ferenc
Bellusi Ferenc (Nagyszombat, 1653 – Székesfehérvár, 1711. augusztus 12.) magyar jezsuita rendi szerzetes, tanár, Bellusi István testvére.

## Élete
1662-ben a jezsuita rendbe lépett és tanította az ifjúságot; míg végül Székesfehérváron a felsőbb tudományokat adta elő és magyar hitszónok lett.

## Munkái
- Gaudium Europae in domo Austriaca exortum, immortali nomini Josephi I. imp. cum augusta regina Amalia pece et hymenaeo gloriosi inscriptum. Tyrnaviae, 1699 (Gotthard Gelb névvel)